# Jana Marsik
Jana Marsik (* 1974 in Kiel) ist eine tschechisch-deutsche Kamerafrau und Hochschuldozentin.

## Leben
Jana Marsik ist tschechischer Abstammung. Sie absolvierte Praktika in Prag und Boston, wonach sie von 1997 bis 2003 an der Hochschule für Film und Fernsehen „Konrad Wolf“ studierte. Anschließend drehte sie mehrere Kurzfilme und Dokumentationen. Mit den beiden Kinofilmen Der Letzte macht das Licht aus! und Hände weg von Mississippi debütierte sie als Kamerafrau für einen Langspielfilm. 2008 wurde sie zur Stadtfilmemacherin von Potsdam gewählt.
Für ihre Arbeit an dem von Lars Büchel inszenierten Kinderfilm Lippels Traum und Same same but Different von Detlev Buck wurde Marsik 2010 mit einem Bayerischen Filmpreis in der Kategorie Beste Bildgestaltung ausgezeichnet und beim Deutschen Filmpreis mit einer Nominierung für die Beste Kamera bedacht.
Seit 2009 unterrichtet Jana Marsik an Filmhochschulen, darunter an der Deutschen Film- und Fernsehakademie Berlin, der Internationalen Filmschule Köln und der Hamburg Media School. Seit dem Wintersemester 2021 vertritt sie die Professur für das Fach Fiktionale Kamera an der Filmuniversität Babelsberg Konrad Wolf. Sie ist Mitglied der Deutschen Filmakademie.

## Filmografie
- 2002: Schlorkbabies an der Raststätte
- 2002: Long Shot
- 2007: Der Letzte macht das Licht aus!
- 2007: Hände weg von Mississippi
- 2008: Robert Zimmermann wundert sich über die Liebe
- 2009: Lippels Traum
- 2009: Same Same But Different
- 2010: Yellow Cake – Die Lüge von der sauberen Energie
- 2010: Letzter Moment
- 2011: Dreiviertelmond
- 2012: Mutter muss weg
- 2012: Tatort – Borowski und der freie Fall
- 2013: Tatort – Die chinesische Prinzessin
- 2013: Hai-Alarm am Müggelsee
- 2014: Das Ende der Geduld
- 2016: Marie räumt auf (Fernsehfilm)
- 2016: Schubert in Love
- 2016: To Make a Comedy Is No Fun: Jirí Menzel (Dokumentarfilm)
- 2022: Bibi & Tina – Einfach anders

## Auszeichnungen
- 2002: Deutscher Kamerapreis, Förderpreis für Long Shot und Schlorkbabies an der Raststätte
- 2010: Bayerischer Filmpreis in der Kategorie Beste Bildgestaltung für Lippels Traum